# Nghĩa trang Tin Lành cải chánh, Warszawa
Nghĩa trang Cải cách Tin Lành ở Warsaw (tiếng Ba Lan: Cmentarz Ewangelicko-Reformowany), là một nghĩa trang Tin Lành thần học Calvin nằm ở quận Wola, phía tây Warsaw, Ba Lan.

## Chi tiết
Nghĩa trang được thành lập vào năm 1792 và nằm ở quận Wola. Nghĩa trang là nhân chứng cho nhiều sự kiện lịch sử: Cuộc nổi dậy Kościuszko năm 1794, Cuộc nổi dậy tháng 11 (1830-1831) và Cuộc nổi dậy Warsaw (1944). Hàng rào, di tích và kiến trúc của nghĩa trang đều bị phá hủy trong những sự kiện cuối cùng được đề cập ở trên, và được xây dựng lại vào nửa sau của thế kỷ 20.
Bất chấp những biến động lịch sử, nhiều di tích có giá trị nghệ thuật lớn bằng cách nào đó vẫn tồn tại đến ngày nay - một trong số đó là Nhà nguyện Kronenberg, được đưa vào Sổ đăng ký Di tích Lịch sử Quốc gia.
Nghĩa trang cải cách Tin Lành được quản lý bởi Giáo hội Cải cách Ba Lan, nhưng nghĩa trang này mang tính đại kết và chấp nhận sự can thiệp từ các giáo phái Tin lành khác và các thành viên của Giáo hội Anh (Anh giáo).
Một tượng đài dành riêng cho những người thiệt mạng trong thời Đức Quốc xã chiếm đóng Ba Lan được tạo ra từ đống đổ nát của các bia mộ bị phá hủy.

## Những ngôi mộ đáng chú ý
Một vài trong số những điều đáng chú ý được chôn cất ở đây là:
- Salomon Musonius (1724-1790), là người đầu tiên hiệu trưởng của Giáo hội Ba Lan Cải cách giáo xứ ở Warsaw
- Katarzyna Sowińska (1776-1860), vợ của Tướng Józef Sowiński (bị giết trong cuộc nổi dậy tháng 11)
- Ludwik Wincenty Norblin (1836-1914), doanh nhân Ba Lan đáng chú ý
- Lucyna wierczakiewiczowa (1829 Rõ1901), nhà văn, nhà báo và tác giả của sách nấu ăn Ba Lan
- Stanisław Kronenberg (1846 - 1894), nhà tài chính người Ba Lan
- Jeremi Przybora (1915-2004), nhà thơ, nhà văn, diễn viên và ca sĩ người Ba Lan
- Stefan eromski (1864-1925), nhà văn Ba Lan
- Anna German (1936-1982), ca sĩ người Ba Lan gốc Đức / Hà Lan

## Hình ảnh

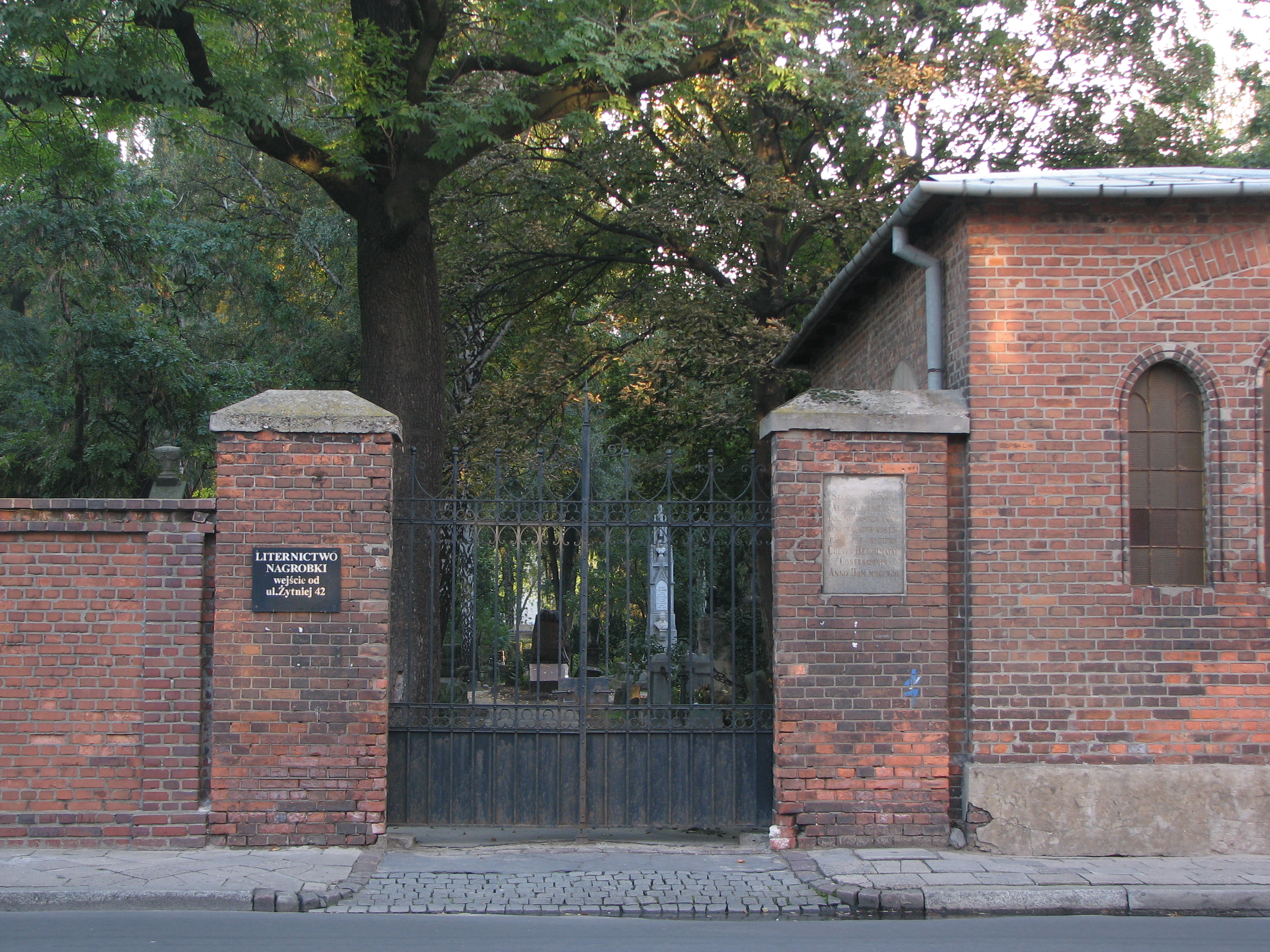
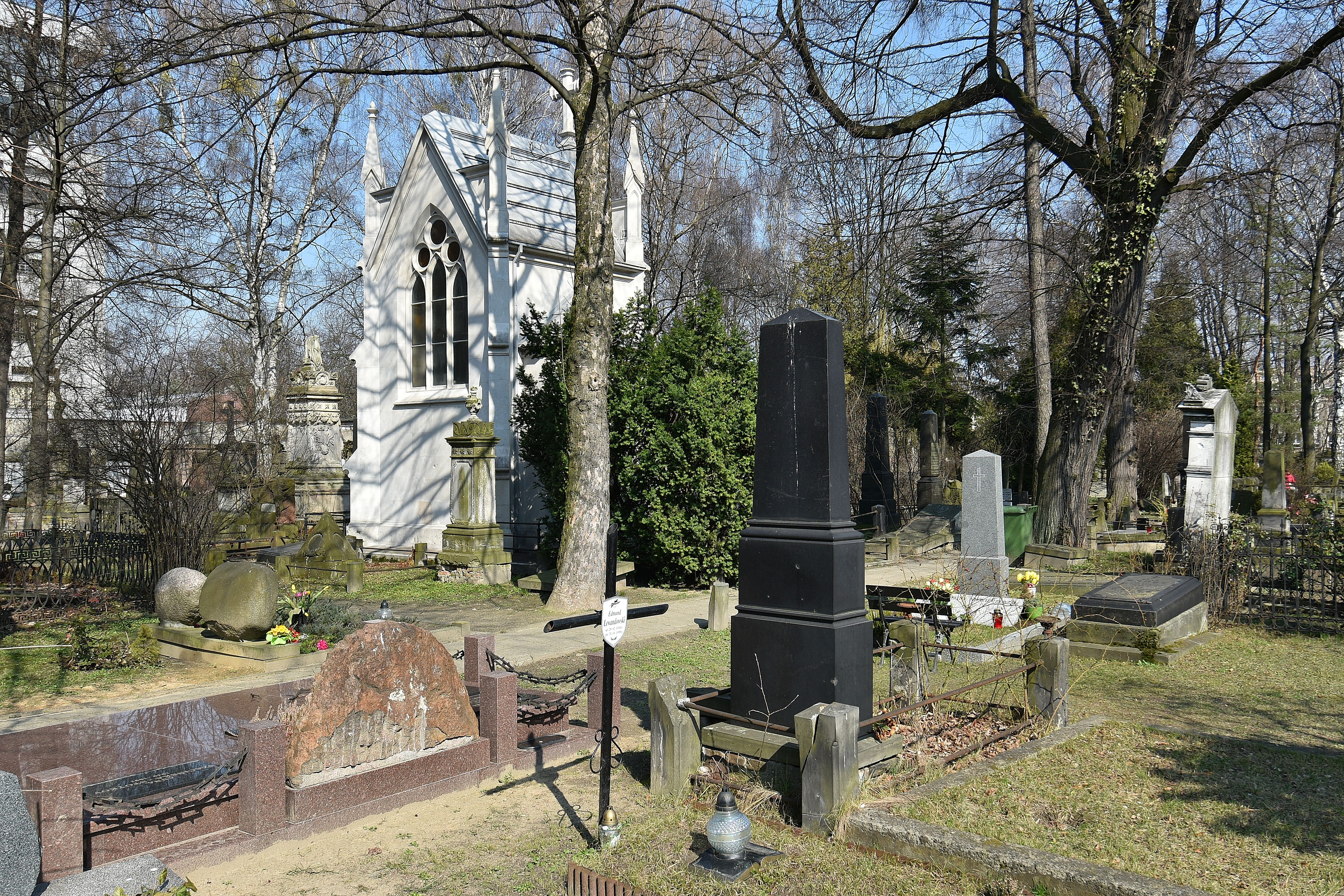
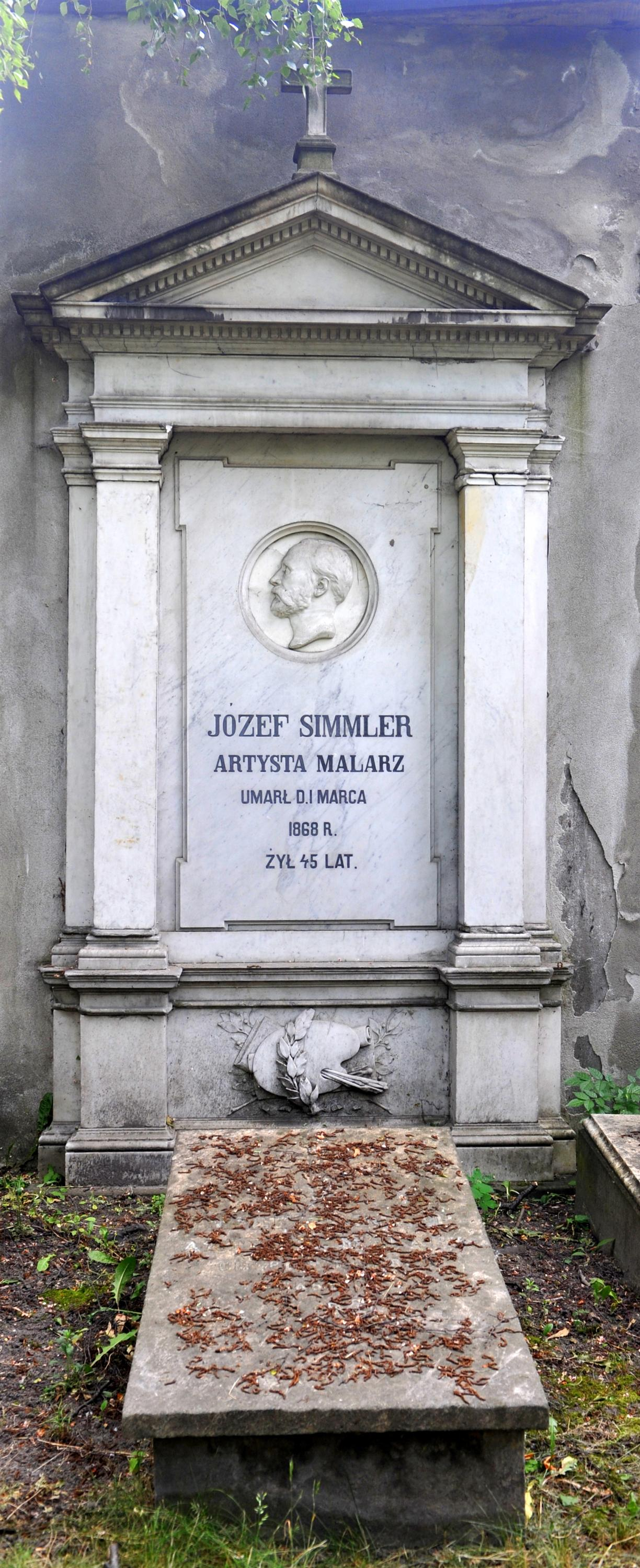